# Breno (século IV a.C.)
Breno (em latim: Brennus) foi um chefe da tribo celta dos Sênones, que habitava a costa do Adriático, na Itália. Em 387 a.C., ele liderou o exército gaulês que capturou e saqueou a cidade de Roma (exceto o monte Capitólio), após ter batido os romanos na batalha do Ália.
Os romanos concordaram em pagar um resgate para libertar a cidade. De acordo com a lenda, durante uma discussão sobre o peso do ouro usado no resgate, Breno atirou sua pesada espada de ferro na balança e pronunciou a célebre frase: "Vae victis", que significa: "ai dos vencidos".
A demora nas discussões permitiu ao ditador exilado Marco Fúrio Camilo voltar à cidade com um exército e enfrentar os invasores, impedindo-os assim de levar o resgate. Numa primeira batalha nas ruas da cidade, os gauleses foram expulsos, e em uma segunda batalha fora de Roma, foram derrotados por Camilo, que ganhou o título de "segundo fundador de Roma" e pai da pátria por ter salvado a cidade. Relatos históricos dão conta que vários dos sênones que participaram do cerco ao Capitólio ficaram enfermos e, por isso, estavam enfraquecidos quando lutaram pelo resgate.
Algumas teorias sustentam que Breno estava aliado a Dionísio I de Siracusa, que buscava controlar toda a Sicília. Roma era aliada de Messina, uma pequena cidade do norte da Sicília, que Dionísio queria conquistar. Enquanto o exército romano estava ocupado lutando contra o exército de Breno, Dionísio liderou uma campanha para conquistar Messina, porém não obteve sucesso.
Breno é a forma latina para o termo celta que significava "chefe" ou "líder". Desta forma, Breno poderia ter sido tão somente o título, e não o nome deste personagem histórico.